# Großer Preis von Ungarn 2010
Der Große Preis von Ungarn 2010 (offiziell Formula 1 Eni Magyar Nagydíj 2010) fand am 1. August auf dem Hungaroring in Mogyoród statt und war das zwölfte Rennen der Formel-1-Weltmeisterschaft 2010.

## Berichte

### Hintergrund
Nach dem Großen Preis von Deutschland führte Lewis Hamilton in der Fahrerwertung mit 14 Punkten vor Jenson Button und mit 21 Punkten vor Mark Webber. In der Konstrukteurswertung führte McLaren-Mercedes mit 28 Punkten vor Red Bull-Renault und mit 92 Punkten vor Ferrari.
Der Große Preis von Ungarn wurde 2010 zum 25. Mal im Rahmen der Formel-1-Weltmeisterschaft ausgetragen. Rubens Barrichello nahm zum 300. Mal an einem Formel-1-Wochenende teil. Da er bei drei Rennen nicht gestartet ist, musste er allerdings noch weitere Rennen auf seinen 300. Grand Prix warten.
Webber bestritt seinen 150. Grand Prix und Red-Bull-Racing trat zum 100. Grand Prix an.
Red Bull reiste zu diesem Grand Prix ohne F-Schacht an und Ferrari baute ihn nach den beiden Freitagstrainings aus.
Mit Michael Schumacher (viermal), Hamilton (zweimal), Barrichello, Fernando Alonso, Button und Heikki Kovalainen (jeweils einmal) traten sechs ehemalige Sieger zu diesem Grand Prix an.

### Training
Im ersten freien Training bestimmte Red Bull-Renault das Geschehen. Sebastian Vettel sicherte sich die Bestzeit vor Webber und hatte über eine Sekunde Vorsprung auf den drittplatzierten Robert Kubica. Bei Force India durfte Paul di Resta im Rennwagen von Vitantonio Liuzzi fahren.
Im zweiten freien Training behielt Vettel die Spitzenposition vor Alonso und Webber.
Im dritten freien Training zeigte Red Bull-Renault erneut eine starke Leistung und erzielte mit Webber die schnellste Rundenzeit vor Vettel und Alonso. Webber hatte über eine Sekunde Vorsprung auf den ersten nicht Red-Bull-Piloten Alonso.

### Qualifying
Das Qualifying bestand aus drei Teilen mit einer Nettolaufzeit von 45 Minuten. Im ersten Qualifying-Segment (Q1) hatten die Fahrer 18 Minuten Zeit, um sich für das Rennen zu qualifizieren. Die besten 17 Fahrer erreichten den nächsten Teil. Im ersten Abschnitt des Qualifyings erzielte Vettel die schnellste Runde. Die HRT-, Virgin- und Lotus-Piloten sowie Kamui Kobayashi schieden aus.
Im zweiten Segment (Q2) übernahm Webber die Führungsposition von seinem Teamkollegen. Die Toro Rosso- und Force-India-Piloten sowie Schumacher, Barrichello und Button schieden aus.
Im finalen Abschnitt (Q3) sicherte sich Vettel die Pole-Position mit vier Zehntelsekunden Vorsprung auf seinen Teamkollegen Webber. Alonso wurde mit über einer Sekunde Rückstand Dritter. Vettel sicherte sich somit die vierte Pole-Position in Folge und die zwölfte seiner Karriere.

### Rennen
Alonso hatte den besten Start aus der Führungsgruppe. Er zog erst an den von Platz zwei startenden Webber vorbei und versuchte danach Vettel in der ersten Kurve zu überholen. Vettel behauptete allerdings im Gegensatz zum letzten Grand Prix seine Führungsposition und setzte sich in der ersten Runde bereits von Alonso ab. Hinter dem Ferrari-Pilot lagen Webber und Massa. Den fünften Platz belegte zunächst Witali Petrow, der zum ersten Mal vor seinem Teamkollegen Kubica starten durfte. Allerdings konnte Petrow den fünften Platz nicht lange verteidigen und wurde bereits nach einer Runde von Hamilton überholt.
Bereits nach einer Runde musste Jaime Alguersuari, der ein Jahr zuvor in Ungarn debütierte, mit einem technischen Problem aufgeben. An der Spitze setzte sich Vettel Runde für Runde von seinen Verfolgern ab. Webber hielt nicht mit ihm mit, da er Alonso nicht überholen konnte. Dieser profitierte davon, dass sein Ferrari auf den Geraden schneller als der Red Bull-Renault, der ansonsten deutlich überlegen war, war.
In der 15. Runde verursachte Liuzzi, der ein Teil seines Frontflügels auf der Ideallinie verloren hatte, eine Safety-Car-Phase, die das Rennen beeinflusste. Zunächst fuhren bis auf Webber, Barrichello und Trulli alle Piloten an die Box. Dem führende Vettel gelang es noch im letzten Moment in die Einfahrt zur Boxengasse zu fahren. In der Boxengasse kam es zu mehreren Zwischenfällen. Zum einen verlor Mercedes-Pilot Nico Rosberg sein rechtes Hinterrad in der Boxengasse. Das Rad sprang durch die Boxengasse und verletzte einen Mechaniker des Williams-Teams leicht. Rosberg musste seinen Rennwagen am Ende der Boxengasse abstellen. Ein weiterer Zwischenfall ereignete sich, als Kubica von seiner Renault-Boxencrew wieder losgeschickt wurde und er dabei mit Adrian Sutil, der in seine Box fahren wollte, kollidierte. Während das Rennen für Sutil auf der Stelle beendet war, fuhr Kubica zunächst noch einige Runden, musste das Rennen aber wenig später aufgeben. Sowohl Mercedes, als auch Renault wurden wegen der Gefährdung der Sicherheit in der Boxengasse mit einer Strafe von 50.000 US-Dollar belegt.
Hinter dem Safety-Car übernahm Webber, der noch nicht an der Box war, die Führung vor Vettel und Alonso. Hamilton übernahm den vierten Platz von Massa, da dieser an der Ferrari-Box zunächst auf die Abfertigung seines Teamkollegens warten musste. Beim Restart des Rennens machte Vettel einen Fehler. Während Webber vorne wegzog, wärmte Vettel, der noch nicht realisiert hatte, dass die Safety-Car-Phase beendet werden sollte, seine Reifen auf. Infolgedessen entstand eine Lücke zwischen Webber und Vettel, die im späteren Rennverlauf noch einmal Beachtung finden sollte.
Nach dem Restart vergrößerte Webber an der Spitze seinen Vorsprung und setzte sich vom Rest des Feldes ab. Vettel konnte zwar nicht mit Webber mithalten, dafür gelang es ihm sich von Alonso abzusetzen. In der 24. Runde musste Hamilton sein Rennen mit technischen Problemen beenden und ermöglichte so einem Red-Bull-Piloten mit einem Sieg die Führung in der Weltmeisterschaft zu übernehmen. Während sich Webber an der Spitze immer mehr absetzte, verhängten die Rennkommissare eine Durchfahrtsstrafe gegen Vettel, da er beim Restart eine zu große Lücke auf Webber gelassen hatte. Vettel verstand nicht, warum er bestraft worden war und beschwerte sich während seiner Boxendurchfahrt mit Handzeichen. Erst nach dem Rennen wurde Vettel klar, wofür er die Strafe erhalten hatte. Durch die Bestrafung Vettels übernahm Alonso den zweiten Platz hinter Webber. Vettel kam auf dem dritten Platz vor Massa zurück auf die Strecke.
In den nächsten Runden ergab sich ein ähnliches Bild wie in der Anfangsphase des Rennens. Auf dem ersten Platz zog ein Red-Bull-Pilot davon, während der zweite Red-Bull-Pilot auf den dritten Platz hinter Alonso fuhr und es nicht an ihm vorbeischaffte. Webber baute seine Vorsprung weiter aus und absolvierte seinen Pflichtboxenstopp erst, als er genügend Vorsprung auf Alonso hatte. So behielt Webber die Führung auch noch nach seinem Boxenstopp und vergrößerte seinen Vorsprung erneut. Vettel schloss hingegen in den restlichen 30 Runden immer wieder auf Alonso auf und setzte ihn unter Druck, ein Überholmanöver gelang Vettel allerdings nicht.

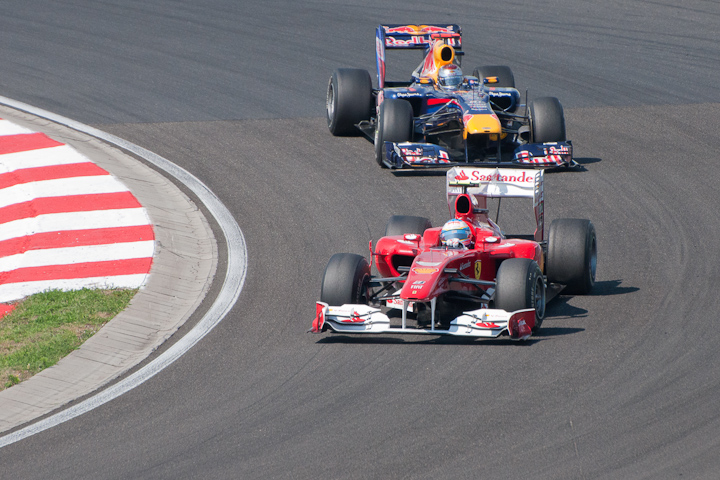
Fernando Alonso und Sebastian Vettel im Zweikampf

Während die Positionen an der Spitze verteilt waren, kam es im hinteren Teil des Feldes zu einem spannenden Duell zwischen den beiden Fahrern mit den meisten Rennen: Barrichello und Schumacher. Barrichello hatte seinen Boxenstopp lange Zeit heraus gezögert und kam etwa 15 Runden vor Rennende an die Box. Mit neuen Reifen schloss er relativ schnell auf seinen ehemaligen Teamkollegen Schumacher, der auf Platz zehn lag, auf. Nachdem er einige Runden hinter ihm gefahren war, attackierte er ihn auf der Start-Ziel-Geraden. Schumacher verteidigte seine Position auf eine harte Weise und drückte Barrichello fast in die Mauer. Schlussendlich kam es ohne eine Kollision zu einem Positionswechsel. Nach dem Rennen beschwerte sich Barrichello lautstark über das Verhalten Schumachers. Die Kommissare urteilten ähnlich über das Verhalten des Mercedes-Piloten und belegten ihn fürs nächste Rennen mit einer Rückversetzung um zehn Plätze in der Startaufstellung.
Webber gewann in Ungarn seinen vierten Grand Prix in der laufenden Saison und übernahm die Führung in der Weltmeisterschaft von Hamilton, der auf den zweiten Platz zurückfiel. Auch Red Bull-Renault zog in der Konstrukteurswertung an McLaren-Mercedes vorbei. Vor Vettel, der erneut Dritter wurde, kam Alonso ins Ziel. Massa wurde Vierter. Petrow und Nico Hülkenberg erzielten mit Platz fünf und sechs die bisher beste Platzierung ihrer Karriere. Pedro de la Rosa erzielte als Siebter zum ersten Mal in dieser Saison Punkte. Die weiteren Punkte gingen an Button, Kobayashi und Barrichello.

## Meldeliste
| Team                         | Nr. | Fahrer             | Chassis           | Motor                | Reifen |
| ---------------------------- | --- | ------------------ | ----------------- | -------------------- | ------ |
| Vodafone McLaren Mercedes    | 01  | Jenson Button      | McLaren MP4-25    | Mercedes-Benz 2.4 V8 | B      |
| Vodafone McLaren Mercedes    | 02  | Lewis Hamilton     | McLaren MP4-25    | Mercedes-Benz 2.4 V8 | B      |
| Mercedes GP Petronas F1 Team | 03  | Michael Schumacher | Mercedes MGP W01  | Mercedes-Benz 2.4 V8 | B      |
| Mercedes GP Petronas F1 Team | 04  | Nico Rosberg       | Mercedes MGP W01  | Mercedes-Benz 2.4 V8 | B      |
| Red Bull Racing              | 05  | Sebastian Vettel   | Red Bull RB6      | Renault 2.4 V8       | B      |
| Red Bull Racing              | 06  | Mark Webber        | Red Bull RB6      | Renault 2.4 V8       | B      |
| Scuderia Ferrari Marlboro    | 07  | Felipe Massa       | Ferrari F10       | Ferrari 2.4 V8       | B      |
| Scuderia Ferrari Marlboro    | 08  | Fernando Alonso    | Ferrari F10       | Ferrari 2.4 V8       | B      |
| AT&T Williams                | 09  | Rubens Barrichello | Williams FW32     | Cosworth 2.4 V8      | B      |
| AT&T Williams                | 10  | Nico Hülkenberg    | Williams FW32     | Cosworth 2.4 V8      | B      |
| Renault F1 Team              | 11  | Robert Kubica      | Renault R30       | Renault 2.4 V8       | B      |
| Renault F1 Team              | 12  | Witali Petrow      | Renault R30       | Renault 2.4 V8       | B      |
| Force India F1 Team          | 14  | Adrian Sutil       | Force India VJM03 | Mercedes-Benz 2.4 V8 | B      |
| Force India F1 Team          | 15  | Paul di Resta      | Force India VJM03 | Mercedes-Benz 2.4 V8 | B      |
| Force India F1 Team          | 15  | Vitantonio Liuzzi  | Force India VJM03 | Mercedes-Benz 2.4 V8 | B      |
| Scuderia Toro Rosso          | 16  | Sébastien Buemi    | Toro Rosso STR5   | Ferrari 2.4 V8       | B      |
| Scuderia Toro Rosso          | 17  | Jaime Alguersuari  | Toro Rosso STR5   | Ferrari 2.4 V8       | B      |
| Lotus Racing                 | 18  | Jarno Trulli       | Lotus T127        | Cosworth 2.4 V8      | B      |
| Lotus Racing                 | 19  | Heikki Kovalainen  | Lotus T127        | Cosworth 2.4 V8      | B      |
| HRT F1 Team                  | 20  | Sakon Yamamoto     | HRT F110          | Cosworth 2.4 V8      | B      |
| HRT F1 Team                  | 21  | Bruno Senna        | HRT F110          | Cosworth 2.4 V8      | B      |
| BMW Sauber F1 Team           | 22  | Pedro de la Rosa   | Sauber C29        | Ferrari 2.4 V8       | B      |
| BMW Sauber F1 Team           | 23  | Kamui Kobayashi    | Sauber C29        | Ferrari 2.4 V8       | B      |
| Virgin Racing                | 24  | Timo Glock         | Virgin VR-01      | Cosworth 2.4 V8      | B      |
| Virgin Racing                | 25  | Lucas di Grassi    | Virgin VR-01      | Cosworth 2.4 V8      | B      |

Anmerkungen
1. 1 2  Di Resta fuhr den Force India mit der Nummer 15 im ersten freien Training. Liuzzi übernahm das Fahrzeug anschließend für das restliche Rennwochenende.

## Klassifikationen

### Qualifying
| Pos. | Fahrer             | Konstrukteur         | Q1       | Q2       | Q3       | Start |
| ---- | ------------------ | -------------------- | -------- | -------- | -------- | ----- |
| 01   | Sebastian Vettel   | Red Bull-Renault     | 1:20,417 | 1:19,573 | 1:18,773 | 01    |
| 02   | Mark Webber        | Red Bull-Renault     | 1:21,132 | 1:19,531 | 1:19,184 | 02    |
| 03   | Fernando Alonso    | Ferrari              | 1:21,278 | 1:20,237 | 1:19,987 | 03    |
| 04   | Felipe Massa       | Ferrari              | 1:21,299 | 1:20,857 | 1:20,331 | 04    |
| 05   | Lewis Hamilton     | McLaren-Mercedes     | 1:21,455 | 1:20,877 | 1:20,499 | 05    |
| 06   | Nico Rosberg       | Mercedes             | 1:21,212 | 1:20,811 | 1:21,082 | 06    |
| 07   | Witali Petrow      | Renault              | 1:21,558 | 1:20,797 | 1:21,229 | 07    |
| 08   | Robert Kubica      | Renault              | 1:21,159 | 1:20,867 | 1:21,328 | 08    |
| 09   | Pedro de la Rosa   | Sauber-Ferrari       | 1:21,891 | 1:21,273 | 1:21,411 | 09    |
| 10   | Nico Hülkenberg    | Williams-Cosworth    | 1:21,598 | 1:21,275 | 1:21,710 | 10    |
| 11   | Jenson Button      | McLaren-Mercedes     | 1:21,422 | 1:21,292 | –        | 11    |
| 12   | Rubens Barrichello | Williams-Cosworth    | 1:21,478 | 1:21,331 | –        | 12    |
| 13   | Adrian Sutil       | Force India-Mercedes | 1:22,080 | 1:21,517 | –        | 13    |
| 14   | Michael Schumacher | Mercedes             | 1:21,840 | 1:21,630 | –        | 14    |
| 15   | Sébastien Buemi    | Toro Rosso-Ferrari   | 1:21,982 | 1:21,897 | –        | 15    |
| 16   | Vitantonio Liuzzi  | Force India-Mercedes | 1:21,789 | 1:21,927 | –        | 16    |
| 17   | Jaime Alguersuari  | Toro Rosso-Ferrari   | 1:21,978 | 1:21,998 | –        | 17    |
| 18   | Kamui Kobayashi    | Sauber-Ferrari       | 1:22,222 | –        | –        | 23    |
| 19   | Timo Glock         | Virgin-Cosworth      | 1:24,050 | –        | –        | 18    |
| 20   | Heikki Kovalainen  | Lotus-Cosworth       | 1:24,120 | –        | –        | 19    |
| 21   | Jarno Trulli       | Lotus-Cosworth       | 1:24,199 | –        | –        | 20    |
| 22   | Lucas di Grassi    | Virgin-Cosworth      | 1:25,118 | –        | –        | 21    |
| 23   | Bruno Senna        | HRT-Cosworth         | 1:26,391 | –        | –        | 22    |
| 24   | Sakon Yamamoto     | HRT-Cosworth         | 1:26,453 | –        | –        | 24    |

Anmerkungen
1. ↑  Kobayashi wurde um fünf Plätze nach hinten versetzt, da er die technische Abnahme während des Qualifyings verpasst hatte.

### Rennen
| Pos. | Fahrer             | Konstrukteur         | Runden | Stopps | Zeit        | Start | Schnellste Runde |
| ---- | ------------------ | -------------------- | ------ | ------ | ----------- | ----- | ---------------- |
| 01   | Mark Webber        | Red Bull-Renault     | 70     | 1      | 1:41:05,571 | 02    | 1:22,651 (46.)   |
| 02   | Fernando Alonso    | Ferrari              | 70     | 1      | + 17,821    | 03    | 1:23,195 (67.)   |
| 03   | Sebastian Vettel   | Red Bull-Renault     | 70     | 2      | + 19,252    | 01    | 1:22,362 (70.)   |
| 04   | Felipe Massa       | Ferrari              | 70     | 1      | + 27,474    | 04    | 1:23,329 (69.)   |
| 05   | Witali Petrow      | Renault              | 70     | 1      | + 1:13,192  | 07    | 1:23,799 (61.)   |
| 06   | Nico Hülkenberg    | Williams-Cosworth    | 70     | 1      | + 1:16,723  | 10    | 1:24,204 (66.)   |
| 07   | Pedro de la Rosa   | Sauber-Ferrari       | 69     | 1      | + 1 Runde   | 09    | 1:24,342 (65.)   |
| 08   | Jenson Button      | McLaren-Mercedes     | 69     | 1      | + 1 Runde   | 11    | 1:24,205 (61)    |
| 09   | Kamui Kobayashi    | Sauber-Ferrari       | 69     | 1      | + 1 Runde   | 23    | 1:24,282 (68.)   |
| 10   | Rubens Barrichello | Williams-Cosworth    | 69     | 1      | + 1 Runde   | 12    | 1:22,811 (68.)   |
| 11   | Michael Schumacher | Mercedes             | 69     | 1      | + 1 Runde   | 14    | 1:25,372 (64.)   |
| 12   | Sébastien Buemi    | Toro Rosso-Ferrari   | 69     | 1      | + 1 Runde   | 15    | 1:25,449 (58.)   |
| 13   | Vitantonio Liuzzi  | Force India-Mercedes | 69     | 1      | + 1 Runde   | 16    | 1:25,358 (58.)   |
| 14   | Heikki Kovalainen  | Lotus-Cosworth       | 67     | 1      | + 3 Runden  | 19    | 1:27,457 (64.)   |
| 15   | Jarno Trulli       | Lotus-Cosworth       | 67     | 1      | + 3 Runden  | 20    | 1:27,429 (58.)   |
| 16   | Timo Glock         | Virgin-Cosworth      | 67     | 1      | + 3 Runden  | 18    | 1:27,674 (59.)   |
| 17   | Bruno Senna        | HRT-Cosworth         | 67     | 1      | + 3 Runden  | 22    | 1:28,093 (61.)   |
| 18   | Lucas di Grassi    | Virgin-Cosworth      | 66     | 2      | + 4 Runden  | 21    | 1:27,287 (62.)   |
| 19   | Sakon Yamamoto     | HRT-Cosworth         | 66     | 1      | + 4 Runden  | 24    | 1:29,278 (59.)   |
| –    | Lewis Hamilton     | McLaren-Mercedes     | 23     | 1      | DNF         | 05    | 1:26,258 (22.)   |
| –    | Robert Kubica      | Renault              | 23     | 2      | DNF         | 08    | 1:26,825 (21.)   |
| –    | Nico Rosberg       | Mercedes             | 15     | 1      | DNF         | 06    | 1:27,954 (13.)   |
| –    | Adrian Sutil       | Force India-Mercedes | 15     | 0      | DNF         | 13    | 1:28,177 (12.)   |
| –    | Jaime Alguersuari  | Toro Rosso-Ferrari   | 1      | 0      | DNF         | 17    | –                |

## WM-Stände nach dem Rennen
Die ersten zehn des Rennens bekamen 25, 18, 15, 12, 10, 8, 6, 4, 2 bzw. 1 Punkt(e).

### Fahrerwertung
| Pos. | Fahrer             | Konstrukteur         | Punkte |
| ---- | ------------------ | -------------------- | ------ |
| 01   | Mark Webber        | Red Bull-Renault     | 161    |
| 02   | Lewis Hamilton     | McLaren-Mercedes     | 157    |
| 03   | Sebastian Vettel   | Red Bull-Renault     | 151    |
| 04   | Jenson Button      | McLaren-Mercedes     | 147    |
| 05   | Fernando Alonso    | Ferrari              | 141    |
| 06   | Felipe Massa       | Ferrari              | 97     |
| 07   | Nico Rosberg       | Mercedes             | 94     |
| 08   | Robert Kubica      | Renault              | 89     |
| 09   | Michael Schumacher | Mercedes             | 38     |
| 10   | Adrian Sutil       | Force India-Mercedes | 35     |
| 11   | Rubens Barrichello | Williams-Cosworth    | 30     |
| 12   | Witali Petrow      | Renault              | 17     |
| 13   | Kamui Kobayashi    | Sauber-Ferrari       | 17     |

| Pos. | Fahrer            | Konstrukteur         | Punkte |
| ---- | ----------------- | -------------------- | ------ |
| 14   | Vitantonio Liuzzi | Force India-Mercedes | 12     |
| 15   | Nico Hülkenberg   | Williams-Cosworth    | 10     |
| 16   | Sébastien Buemi   | Toro Rosso-Ferrari   | 7      |
| 17   | Pedro de la Rosa  | Sauber-Ferrari       | 6      |
| 18   | Jaime Alguersuari | Toro Rosso-Ferrari   | 3      |
| 19   | Heikki Kovalainen | Lotus-Cosworth       | 0      |
| 20   | Karun Chandhok    | HRT-Cosworth         | 0      |
| 21   | Lucas di Grassi   | Virgin-Cosworth      | 0      |
| 22   | Jarno Trulli      | Lotus-Cosworth       | 0      |
| 23   | Bruno Senna       | HRT-Cosworth         | 0      |
| 24   | Timo Glock        | Virgin-Cosworth      | 0      |
| 25   | Sakon Yamamoto    | HRT-Cosworth         | 0      |

### Konstrukteurswertung
| Pos. | Konstrukteur         | Punkte |
| ---- | -------------------- | ------ |
| 01   | Red Bull-Renault     | 312    |
| 02   | McLaren-Mercedes     | 304    |
| 03   | Ferrari              | 238    |
| 04   | Mercedes             | 132    |
| 05   | Renault              | 106    |
| 06   | Force India-Mercedes | 47     |

| Pos. | Konstrukteur       | Punkte |
| ---- | ------------------ | ------ |
| 07   | Williams-Cosworth  | 40     |
| 08   | Sauber-Ferrari     | 23     |
| 09   | Toro Rosso-Ferrari | 10     |
| 10   | Lotus-Cosworth     | 0      |
| 11   | HRT-Cosworth       | 0      |
| 12   | Virgin-Cosworth    | 0      |